# Rufus Wainwright
Rufus Wainwright (Rhinebeck, New York, 22 juli 1973) is een Amerikaans-Canadese singer-songwriter.

## Biografie
Wainwright komt uit een muzikaal gezin: zijn vader is de Amerikaanse troubadour Loudon Wainwright III, zijn moeder de Canadese folkartieste Kate McGarrigle. Toen Rufus drie jaar was, scheidden zijn ouders. Hij groeide op bij zijn moeder in Montreal, waar hij op zijn zesde begon met pianospelen.
Wainwrights moeder nam, door in Montreal te gaan wonen, letterlijk afstand van het popsterrendom. Ze heeft er welbewust voor gekozen haar carrière op te offeren voor de opvoeding van haar kinderen. Toch traden de kinderen vanaf hun dertiende geregeld op in de groep 'McGarrigle Sisters and Family', die bestond uit moeder Kate, haar zus Anna en kinderen Rufus en Martha Wainwright.
Een jaar later werd Rufus Wainwright genomineerd voor de Juno (de Canadese grammy) als veelbelovend artiest. Rond zijn veertiende ontdekte hij ook zijn homoseksualiteit, wat hem verward, angstig en depressief maakte. Op deze leeftijd maakte hij ook kennis met opera, waarvan vele invloeden goed te horen zijn in zijn muziek.
Doordat Wainwright er een hedonistische levensstijl op nahield raakte hij langzaam verslaafd aan drugs, maar uiteindelijk kickte hij ook weer af. Veel persoonlijke ervaringen verwerkt hij ongegeneerd in zijn songs. Hij kreeg goede kritieken en werd door sommigen vergeleken met Randy Newman. Zanger/bassist Sting zei over Rufus Wainwright: "Hij staat buiten de tijd, daarom is hij tijdloos". Elton John noemde hem zelfs de beste muziekschrijver ooit.
Wainwright heeft regelmatig bijgedragen aan soundtracks, veelal met speciaal geschreven/gezongen songs.
Tijdens de Paris Fashion Week in oktober 2006 trad Wainwright op tijdens de show van de Nederlandse modeontwerpers Viktor & Rolf. Voor de introductie van hun eerste mannenparfum schreef hij een speciaal nummer: Ode to Antidote.

### Persoonlijk
Rufus Wainwright had een relatie met Jake Shears (de zanger van de Scissor Sisters) en is sinds 2005 samen met Jörn Weisbrodt. Zij trouwden op 23 augustus 2012. Samen hebben ze een dochter; Lorca Cohen (dochter van Leonard Cohen) is de biologische moeder van het kind.

## Discografie

### Albums
| Album met eventuele hitnotering(en) in de Nederlandse Album Top 100 | Datum van verschijnen | Datum van binnenkomst | Hoogste positie | Aantal weken | Opmerkingen   |
| ------------------------------------------------------------------- | --------------------- | --------------------- | --------------- | ------------ | ------------- |
| Rufus Wainwright                                                    | 1998                  | -                     |                 |              |               |
| Poses                                                               | 2001                  | -                     |                 |              |               |
| Want one                                                            | 2003                  | 04-06-2005            | 77              | 2            |               |
| Want two                                                            | 2004                  | 04-06-2005            | 68              | 2            |               |
| Release the stars                                                   | 15-05-2007            | 19-05-2007            | 27              | 15           |               |
| Rufus does Judy at Carnegie Hall                                    | 07-12-2007            | 15-12-2007            | 88              | 1            | Livealbum     |
| All days are night: Songs for Lulu                                  | 09-04-2010            | 17-04-2010            | 38              | 4            |               |
| Out of the game                                                     | 20-04-2012            | 28-04-2012            | 12              | 8            |               |
| Vibrate - The best of Rufus Wainwright                              | 28-02-2014            | 08-03-2014            | 43              | 2            | Verzamelalbum |
| Take all my loves - 9 Shakespeare sonnets                           | 22-04-2016            | 30-04-2016            | 53              | 1            |               |

| Album met hitnotering(en) in de Vlaamse Ultratop 200 albums | Datum van verschijnen | Datum van binnenkomst | Hoogste positie | Aantal weken | Opmerkingen   |
| ----------------------------------------------------------- | --------------------- | --------------------- | --------------- | ------------ | ------------- |
| Want two                                                    | 2004                  | 26-03-2005            | 69              | 6            |               |
| Release the stars                                           | 2007                  | 19-05-2007            | 22              | 7            |               |
| Rufus does Judy at Carnegie Hall                            | 2007                  | 22-12-2007            | 84              | 2            | Livealbum     |
| All days are night: Songs for Lulu                          | 2010                  | 24-04-2010            | 52              | 4            |               |
| Out of the game                                             | 2012                  | 05-05-2012            | 26              | 15           |               |
| Vibrate - The best of Rufus Wainwright                      | 2014                  | 15-03-2014            | 63              | 3            | Verzamelalbum |
| Take all my loves - 9 Shakespeare sonnets                   | 2016                  | 30-04-2016            | 89              | 2            |               |

### Singles
| Single met eventuele hitnotering(en) in de Nederlandse Top 40 | Datum van verschijnen | Datum van binnenkomst | Hoogste positie | Aantal weken | Opmerkingen                 |
| ------------------------------------------------------------- | --------------------- | --------------------- | --------------- | ------------ | --------------------------- |
| Out of the game                                               | 26-03-2012            | -                     |                 |              | Nr. 99 in de Single Top 100 |

| Single met hitnotering(en) in de Vlaamse Ultratop 50 | Datum van verschijnen | Datum van binnenkomst | Hoogste positie | Aantal weken | Opmerkingen |
| ---------------------------------------------------- | --------------------- | --------------------- | --------------- | ------------ | ----------- |
| Out of the game                                      | 2012                  | 24-03-2012            | tip31           | -            |             |
| Jericho                                              | 2012                  | 25-08-2012            | tip38           | -            |             |
| Me and Liza                                          | 2014                  | 01-02-2014            | tip59           | -            |             |

### NPO Radio 2 Top 2000
| Nummer met noteringen in de NPO Radio 2 Top 2000 | '07  | '08 | '09 | '10  | '11  | '12  | '13  | '14 | '15  | '16  | '17  | '18  | '19  | '20 | '21 | '22  | '23  | '24  |
| ------------------------------------------------ | ---- | --- | --- | ---- | ---- | ---- | ---- | --- | ---- | ---- | ---- | ---- | ---- | --- | --- | ---- | ---- | ---- |
| Going to a Town                                  | 1056 | -   | 979 | 1020 | 1039 | 1000 | 1011 | 903 | 1043 | 1275 | 1223 | 1438 | 1523 | 996 | 793 | 1090 | 1179 | 1172 |

1. ↑  Een '-' betekent dat het nummer niet was genoteerd en een vetgedrukt getal geeft de hoogste notering aan.
2. ↑  2007 was het eerste jaar met een notering voor dit nummer.

## Soundtracks
- Het leven uit een dag (2009): Agnus Dei
- Trade (2007): Agnus Dei
- Brokeback Mountain (2005): King Of The Road, duet met Teddy Thompson (origineel van Roger Miller)
- Brokeback Mountain (2005): The Maker Makes
- The Aviator (2004): I'll Build a Stairway to Paradise (origineel van George Gershwin)
- Bridget Jones: The Edge of Reason (2004): I Eat Dinner (When The Hunger Is Gone)
- I Am Sam (2002): Across The Universe (origineel van The Beatles)
- Zoolander (2001): He Ain't Heavy... He's My Brother (origineel van The Hollies)
- Shrek (2001): Hallelujah (origineel van Leonard Cohen)
- Moulin Rouge! (2001): Complainte De La Butte (origineel van Jean Renoir)
- Big Daddy (1999): Instant Pleasure
- The Myth Of Fingerprints (1997): Le Roi D'Ys
- The Myth Of Fingerprints (1997): The Banks of the Wabash
- Tommy Tricker and the Stamp Traveller (1988): I'm Runnin

- Bibsys: 2038491
- Biblioteca Nacional de España: XX4770210
- Bibliothèque nationale de France: cb14025253g (data)
- Gemeinsame Normdatei: 135102316
- International Standard Name Identifier: 0000 0001 1576 7325
- Library of Congress Control Number: no99076194
- MusicBrainz: 78e46ae5-9bfd-433b-be3f-19e993d67ecc
- Nationale Bibliotheek van Tsjechië: xx0082556
- Nationale Bibliotheek van Israël: 987007404964605171
- Nationale Bibliotheek van Polen: a0000003676477
- Nederlandse Thesaurus van Auteursnamen: 292023316
- SNAC: w6b88m8r
- Système universitaire de documentation: 085189189
- Virtual International Authority File: 85845210
- WorldCat: E39PBJtrTVJJvVkj9Wd9X9WhpP